# Hasan al-Charrat

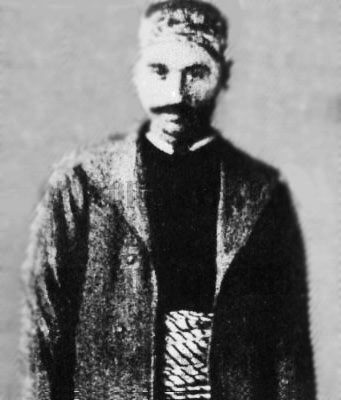
Hasan al-Charrat

Hasan al-Charrat (arabisch حسن الخراط, DMG Ḥasan al-Ḫarrāṭ, * 1861; † 25. Dezember 1925) war ein syrischer Aufständischer gegen die französische Kolonialherrschaft während der Syrischen Revolution ab 1925. Er führte als Gefolgsmann eines Damaszener Notabeln eine Gruppe Freischärler an.

## Leben
Al-Charrat wuchs in Damaskus auf. Ohne höhere Schulausbildung fand er Arbeit als Sicherheitsangestellter der Nachtwache der al-Bakri-Familie, die das asch-Schaghur-Viertel der Altstadt als traditionelle Notabelnfamilie dominierte. Al-Charrat stieg innerhalb dieser Sicherheitsorganisation in eine Führungsrolle auf. Er wurde von Abd-ar-Rahman Schahbandar und dem Anführer der al-Bakri-Familie 1925 zum Anführer einer Freischärlermiliz in Damaskus berufen. Er führte zeitweise einen Guerillakrieg aus dem Drusenstaat um den Dschebel ad-Duruz und erlangte durch erfolgreiche Überfälle und Sabotageakte Prominenz. Al-Charrat führte seine Kämpfer zusammen mit einem prominenten Sufi aus Damaskus.
Seine Truppen nahmen am 18. Oktober 1925 einen Markt im Zentrum von Damaskus ein und töteten rund 180 Kolonialsoldaten. Auf al-Charrats Befehl wurden keine Gefangenen gemacht. Sein Sohn Fachri wurde am 21. Oktober von französischen Truppen öffentlich hingerichtet. Die französischen Truppen unterdrückten die Revolte in Damaskus mittels Luftangriffen. Al-Charrat führte jedoch noch mit anderen eine 2.000 Mann starke Rebellentruppe gegen Kolonialtruppen südlich von Damaskus. Am 25. Dezember kam al-Charrat während eines französischen Hinterhalts ums Leben. Sein Leichnam wurde von den Kolonialtruppen im Zentrum von Damaskus öffentlich zur Schau gestellt. Einzelne Gruppen seiner Guerillas kämpften noch monatelange nach seinem Tod weiter.